# مقاطعة شيروكي (ألاباما)
مقاطعة شيروكي (بالإنجليزية: Cherokee County, Alabama)‏ هي إحدى مقاطعات ولاية ألاباما في الولايات المتحدة. تأسست سنة 1836، بلغ عدد سكانها 25989 نسمة في عام 2010 حسب إحصاء مكتب تعداد الولايات المتحدة .

## وصلات خارجية
- www.cherokeecounty-al.gov